# Sabri al-Asali

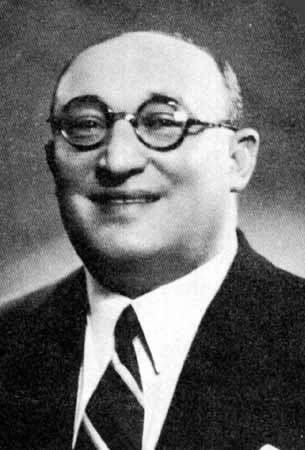
Sabri al-Asali

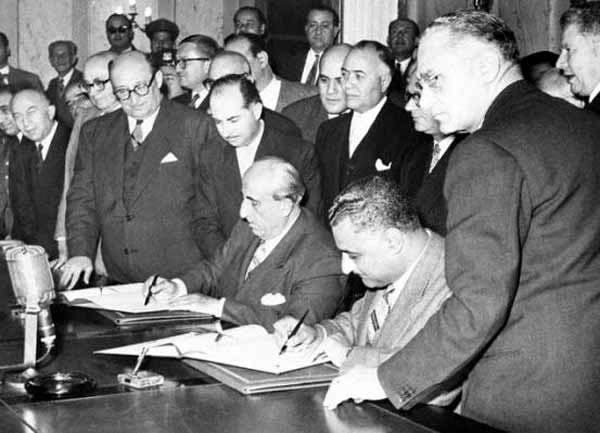
Asali (links) beim Unterzeichnen der Vereinigungsvereinbarung mit Ägyptens Präsident Nasser 1958

Sabri al-Asali (arabisch صبري العسلي, DMG Ṣabrī al-ʿAsalī; * 1903 in Damaskus, Osmanisches Reich; † 13. April 1976 ebenda) war ein syrischer Politiker und dreimaliger Ministerpräsident der unabhängigen Syrischen Republik. Er war 1958 zudem der Vizepräsident der Vereinigten Arabischen Republik.

## Leben
Der Sunnit Asali wurde 1868 in eine wohlhabende landbesitzende Familie im damals osmanischen Damaskus hineingeboren. Die Al-Asalis stammen aus dem Dorf Yalda in der Umgebung von Damaskus und waren als die Al-Charkatli-Familie bekannt. Im Jahr 1062 n.H. (nach islamischem Kalender) zogen sie nach Damaskus um und haben immer noch Stiftungen in Yalda. Sein Onkel Schukri al-Asali war ein berühmter Nationalführer und Abgeordneter im Osmanischen Parlament, der durch den Vali Cemal Pascha am 6. Mai 1916 in Beirut hingerichtet wurde. Sabri al-Asali besuchte die Universität Damaskus und graduierte in Rechtswissenschaften im Jahre 1925.
Während der französischen Mandatsherrschaft über Syrien trat Asali 1936 in den nach Unabhängigkeit strebenden Nationalen Block bei und wurde ins syrische Parlament gewählt; in den Jahren 1943, 1947 und 1962 wurde er wiedergewählt. Im Kabinett Sa'd Allah al-Dschabiri vom Oktober 1945 hatte Asali das Amt des Justiz- und Bildungsministers inne.
Nach der Unabhängigkeit der Syrischen Republik von Frankreich 1946 wurde Asali von Dschamil Mardam Bey 1948 zum Innenminister ernannt. Nach dem Militärputsch von Husni az-Za'im 1949 wurde Asali inhaftiert. Am 1. März 1954 wurde er jedoch erstmals zum Ministerpräsidenten ernannt, was er allerdings nur bis 19. Juni blieb. Durch seine Annäherung an das mächtige Militär erhielt er am 13. Februar 1955 eine zweite Amtszeit. Diese dauerte bis zum 13. September des gleichen Jahres.
Als Syrien aufgrund der Sueskrise 1956 Vorbereitungen für eine Vereinigung mit Ägypten unter Nasser schuf, wurde auch Asali zu einem Nasseristen. Er wurde daher am 14. Juni 1956 zum dritten und letzten Mal zum Ministerpräsidenten der Syrischen Republik ernannt. Mit dem Ende seiner Amtszeit am 1. Februar 1958 wurde aus Ägypten und Syrien die Vereinigte Arabische Republik gebildet, und Asali wurde zum Stellvertreter des Präsidenten Nasser. Nach seinem erzwungenen Rücktritt 1959 schloss sich Asali 1960 der syrischen Opposition gegen das Nasser-Regime an und unterstützte den Militärputsch von 1961, der die Union beendete, und unterzeichnete die Sezessionserklärung.
Nach dem baathistischen Putsch von 1963 wurde Asali der Kollaboration mit dem Sezessionistenregime bezichtigt. Sein Eigentum wurde konfisziert und seine Bürgerrechte wurden ihm entzogen. Er zog sich von nun an aus dem öffentlichen Leben zurück und starb am 13. April 1976 in Damaskus.